# Dirty Money
Dirty Money – czwarty studyjny album amerykańskiego zespołu hip-hopowego UGK. Został wydany 13 listopada 2001 roku.

## Lista utworów
1. „Let Me See It”
2. „Choppin' Blades”
3. „Look At Me”
4. „Ain’t That A Bitch (Ask Yourself)” (feat. Devin the Dude)
5. „Gold Grill” (feat. 8Ball & MJG)
6. „PA Nigga”
7. „Holdin' Na” (feat. C-Note)
8. „Don't Say Shit” (feat. Big Gipp)
9. „Dirty Money”
10. „Like A Pimp” (feat. Juicy J & DJ Paul z Three 6 Mafia)
11. „Pimpin' Ain’t No Illusion” (feat. Kool Ace & Too Short)
12. „Take It Off”
13. „Wood Wheel”
14. „Money, Hoes & Power” (feat. Jermaine Dupri) (utwór dodatkowy)

## Notowania
| Notowanie (2001)                      | Pozycja |
| ------------------------------------- | ------- |
| U.S. Billboard 200                    | 18      |
| U.S. Billboard Top R&B/Hip-Hop Albums | 2       |